# Стопфорд, Джеймс Томас, 4-й граф Кортаун
Джеймс Томас Стопфорд, 4-й граф Кортаун (англ. James Stopford, 4th Earl of Courtown; 27 марта 1794 — 20 ноября 1858) — англо-ирландский пэр и консервативный политик. Он носил титул учтивости — виконт Стопфорд с 1810 по 1835 год.

## Биография
Родился 27 марта 1794 года в Сент-Джеймс-Плейс, Сент-Джеймс, Лондон. Третий сын Джеймса Стопфорда, 3-го графа Кортауна (1765—1835), и его жены, леди Мэри (урожденной Скотт) (1769—1823). Он получил образование в колледже Крайст-черч Оксфордского университета (1812—1815), который закончил в 1815 году со степенью бакалавра искусств.
Виконт Стопфорд заседал в Палате общин Великобритании от графства Уэксфорд (1820—1830). Он занимал должности верховного шерифа графства Уэксфорд в 1833 году и хранителя рукописей (custos rotulorum) графства Уэксфорд с 1845 по 1858 год.
15 июля 1835 года после смерти своего отца Джеймс Стопфорд унаследовал титулы 4-го графа Кортауна из графства Уэксфорд (Пэрство Ирландии), 4-го виконта Стопфорда(Пэрство Ирландии), 3-го барона Солтерсфорда из Солтерсфорда в графстве Чешир (Пэрство Великобритании) и 4-го барона Кортауна из графства Уэксфорд (Пэрство Ирландии), став членом Палаты лордов Великобритании.

## Личная жизнь
Лорд Кортаун был дважды женат. 4 июля 1822 года в церкви Святой Маргариты, Вестминстер, Лондон, он женился первым браком на своей двоюродной сестре, леди Шарлотте Альбине Монтегю-Скотт (16 июля 1799 — 29 февраля 1828), второй дочери Чарльза Уильяма Генри Монтегю-Скотта, 4-го герцога Баклю, и достопочтенной Гарриет Кэтрин Таунсенд. У супругов было два сына:
- Джеймс Джордж Генри Стопфорд, 5-й граф Кортаун (24 апреля 1823 — 28 ноября 1914)[1], старший сын и преемник отца.
- Достопочтенный Эдвард Сидни Стопфорд (29 августа 1824 — 2 апреля 1895)

29 октября 1850 года в церкви Святого Петра, Дублин, графство Дублин, Ирландия, лорд Кортаун женился вторым браком на Доротее (Доре) Пеннефатер (ок. 1825 — 10 декабря 1859), дочери Эдварда Пеннефатера, лорда-главного судьи Ирландии, и Сюзанны Дарби. У супругов было трое сыновей:
- Лейтенант Достопочтенный Джон Монтегю Стопфорд (15 апреля 1853 — 22 октября 1885)[1]
- Генерал-лейтенант Достопочтенный Сэр Фредерик Уильям Стопфорд (22 февраля 1854 — 4 мая 1929)
- Контр-адмирал Достопочтенный Уолтер Джордж Стопфорд (18 сентября 1855 — 18 декабря 1918)[1].

Лорд Кортаун скончался в ноябре 1858 года в возрасте 64 лет в Кортаун-хаусе, Гори, графство Уэксфорд, Ирландия, и ему наследовал его старший сын от первого брака Джеймс. Леди Кортаун пережила своего мужа чуть более чем на год и умерла в декабре 1859 года.